# Rafael Pastor Ridruejo
Rafael Pastor Ridruejo (España, 1931- Madrid, 25 de abril de 2023) fue un diplomático español. Fue Embajador de España en Argentina (1991-1994), y Embajador de España en el Reino de los Países Bajos (1994-1995).

## Carrera diplomática
Rafael Pastor fue embajador de España en Argentina (1991-1994) y concluyó su carrera diplomática en los Países Bajos donde fue embajador de España ante de su jubilación (1994-1955).
También fue secretario general para las Comunidades Europeas en el Ministerio de Asuntos Exteriores, entre 1988 y 1991.
Casado en primeras nupcias con Maru Caballero, y al enviudar en segundas nupcias con Chrisitine O'Daly. Tuvo cuatro hijas: Cecilia, María, Natalia y Gabriela.

## Distinciones
Entre otras distinciones, está en posesión de las siguientes:
- Gran Cruz del Mérito Civil.
- Gran Cruz de san Raimundo de Peñafort.
- Cruz al Mérito policial.